# Weborama
Weborama est une entreprise créée en France en 1998, spécialisée dans la collecte de données marketing et la diffusion de campagnes publicitaires en ligne. La société développe des bases de données de profils consommateurs, des solutions technologiques et des services pour le marketing digital. Celle-ci est implantée dans plusieurs pays européens en plus de la France, ainsi qu’en Amérique du Nord et du Sud. Weborama est cotée sur Euronext Growth depuis juin 2006. La société est membre de l'Interactive Advertising Bureau (IAB) et participe de façon active aux travaux de normalisation et d'autorégulation du marché publicitaire en France et en Europe.

## Historique
(août 2015).
- 1998 : création de l'annuaire de site web par François Chassaing, Sunny Paris et Rodolphe Rodrigues[3]
- 2002 : lancement du premier adserver de Weborama
- 2005 : rachat de Weborama par Startup Avenue (incubateur privé appartenant à Alain Lévy) pour 5 millions d’€[4]
- 2006 : introduction en bourse[5]
- 2007 : acquisition de C-Marketing, régie publicitaire
- 2012 : acquisition de Datvantage, plateforme de data exchange

## La société en quelques chiffres

### Chiffre d'affaires et résultat
| (en milliers d'euro) | 2010   | 2011   | 2012   | 2013   | 2014   | 2015   | 2016   |
| -------------------- | ------ | ------ | ------ | ------ | ------ | ------ | ------ |
| Chiffre d'affaires   | 15 211 | 22 431 | 24 268 | 25 834 | 23 925 | 26 182 | 29 000 |
| Résultat net         | 2 375  | 3 498  | 2 945  | 1 066  | 737    | 1 001  | 858    |

## Actionnaires
Au 19 mai 2019
| Nom                       | Actions   | %     |
| Startup Avenue.           | 2 038 026 | 48,6% |
| Weborama (auto-détention) | 116 859   | 2,78% |
| Keren Finance.            | 111 669   | 2,66% |
| Talence Gestion.          | 50 000    | 1,19% |
| Valeco Finance.           | 15 079    | 0,36% |
| CM-CIC Asset Management.  | 11 000    | 0,26% |